# Кулаичев, Алексей Павлович
Алексей Павлович Кулаичев (5 февраля 1947 Москва) — советский и российский системный аналитик программист, математик, к.ф.-м.н. (1980), д.б.н. (2003). Является автором-разработчиком 5 наукоёмких программных систем широкого и массового пользования:
- Система программирования ЯРД[3] для задач моделирования процессов принятия решений человеком в сложных системах управления (1974-84)[4];
- Психологический тест-менеджер PSYTMAN для создания новых психологических опросников и автоматического тестирования (1993-99), включая встроенные опросники Стрелляу, Спилбергера, Айзенка, Мехрабяна, MMPI, 16pf;[5]
- КОНтроллер процессов — АНализатор сигналов CONAN-t для физико-технич. приложений (1993-99), реализует возможности анализаторов Bruel&Kjaer и National Instruments[6];
- Универсальная статистическая диалоговая система STADIA (1977—2021), с 1998 является стандартом-де-факто в России, включена в реестр российских программ для импортозамещения Минцифры[7];
- Комплексная электрофизиологическая лаборатория CONAN (1992—2020) для организации и выполнения биологических исследований и комплексного анализа ЭЭГ, ВП, ЭКГ, ЭМГ, ЭОГ, ЭРГ, КГР, дыхания и др. показателей у человека и животных;[8]

а также 7 программных проектов локального назначения: Statis, ЭксПо, GrAss, TvEx, CamEx. PePsy, Fanta, документированных рабочими инструкциями пользователя.
Создал, реализовал и внедрил в практику несколько математических методов. Внёс весомый вклад в создание и совершенствование нового междисциплинарного научного направления, получившего название «Компьютерная электрофизиология», систематизировал и обобщил результаты его 20-летнего развития. Ряд публикаций посвящено доказательной критике распространённых научных заблуждений в разных областях знания Имеет работы по истории, философии, религии, востоковедению. Много лет читал спецкурсы с практикумами по дисциплинам «Автоматизация экспериментов» и «Прикладная статистика» в МГУ и МГППУ. Имеет 7 авторских свидетельств на программные произведения.
Спортсмен (альпинизм, скалолазание, плавание, бег, лыжи, водный слалом), путешественник.

## Основные труды
- Управление приземлением самолёта на основе модели принятия решений лётчиком // Вопросы радиоэлектроники. 1972. 11: 29-38.
- Программирование на языке ЯРД (методическое пособие) — М.: МГУ. 1980 — 26 c.
- Диалог с ЭВМ и программирование в биологических исследованиях — М.: МГУ, 1986—116 с.
- Sri Yantra and its mathematical properties // Indian J Hist of Sci. 1984, (19)4: 279—292.
- Sri Yantra — the ancient instrument to control the psychophysiological state of man (совм с Ramendik D.M.). Indian J Hist of Sci, 1989, (24)3: 137—149.
- PSYTMAN психологический тест-менеджер. М.: ИнКо. 1992 — 50с.
- Компьютерный контроль процессов и анализ сигналов, 3-е изд, перераб и дополн. — М.: ИнКо, 1999—287 с.
- The Informativeness of Coherence Analysis in EEG Studies // Neurosci Behav Physiol. 2011. 41(3): 321—328.
- Differentiation of Norm and Disorders of Schizophrenic Spectrum by Analysis of EEG Correlation Synchrony // J Exp Integr Med. 2013. 3(4):267-278.
- Трансфинитные множества — пределы познания // Философия науки. 2014. 4:41-53.
- The Problem of Countability of Highest Ordinals // Pure and Appl Math J. 2016. 5(4): 108—112.
- Inaccuracy of Estimates of Mean EEG Amplitude in Frequency Domains Based on Amplitude and Power. Spectrum // Int J Psychol and Brain Sci. 2016. (1)2: 21-28.
- Comparsion of Real EEG References with and without Zero Potential According Resulting Topograthy Differencies // Intl J Psychol and Brain Sci. 2017. (2)1: 18-27.
- Оценка вариационного размаха показателей временной динамики гравитационного коллапса в метрике Шварцшильда // Акт пробл гум и ест наук. 2017. 6-2: 10-22.
- Методы и средства комплексного статистического анализа данных (учебн пособ классич университ образ). Изд. 5-е, перераб и доп. — М.: ИНФРА-М, 2017—484 с.
- Древний мир. Антология: Индия, Китай, Япония, Мезоамерика (философия, религия, история, культура). — 3-е изд. М.: Научный мир, 2018. 616 с.
- Компьютерная электрофизиология и функциональная диагностика (учеб пособ классич университ образ). 5-е изд. перераб и дополн. — М.: ИНФРА-М. 2018—470 с.
- Metrological Research of Methods and Means of EEG Analysis in Science and Medicine — London: B P International. 2021 — 47 pp.

и ещё более 100 научных публикаций.

## Награды и поощрения
- Почётное научное звание «Заслуженный научный сотрудник МГУ» (2008)
- Почётная грамота Минобрнауки (2007)
- Почётная грамота Правительства Москвы (2008)
- Почётный нагрудный юбилейный знак «250 лет МГУ» (2005)
- Медаль «Ветеран труда» (2007)
- Медаль «В память 850-летия Москвы» (1997)